# Spotorno
Spotórno ( Spöturno in ligure) è un comune italiano di 3 323 abitanti della provincia di Savona in Liguria.

## Geografia fisica
Il territorio comunale è situato sulla costa della Riviera delle Palme, disposto ad arco in un'insenatura tra punta del Maiolo e punta del Vescovado. Il nucleo storico di Spotorno conserva l'antico impianto del tipico borgo marinaro ligure, con uno sviluppo lineare ai margini del percorso della costa, nonostante alcune sue parti siano state modificate per lo sfruttamento turistico, come la passeggiata a mare comprensiva di giardini pubblici e stabilimenti balneari disposti lungo i due chilometri del litorale sabbioso.
Altro fattore legato allo sfruttamento del turismo vacanziero è stata la costruzione, negli ultimi decenni del XX secolo, di nuovi edifici a grandi volumetrie con la conseguente nuova espansione del centro urbano nella piana dell'insenatura e nelle colline adiacenti.
Il territorio è percorso da una rete di sentieri per passeggiate, mantenuti dall'A.I.B. locale.

## Storia

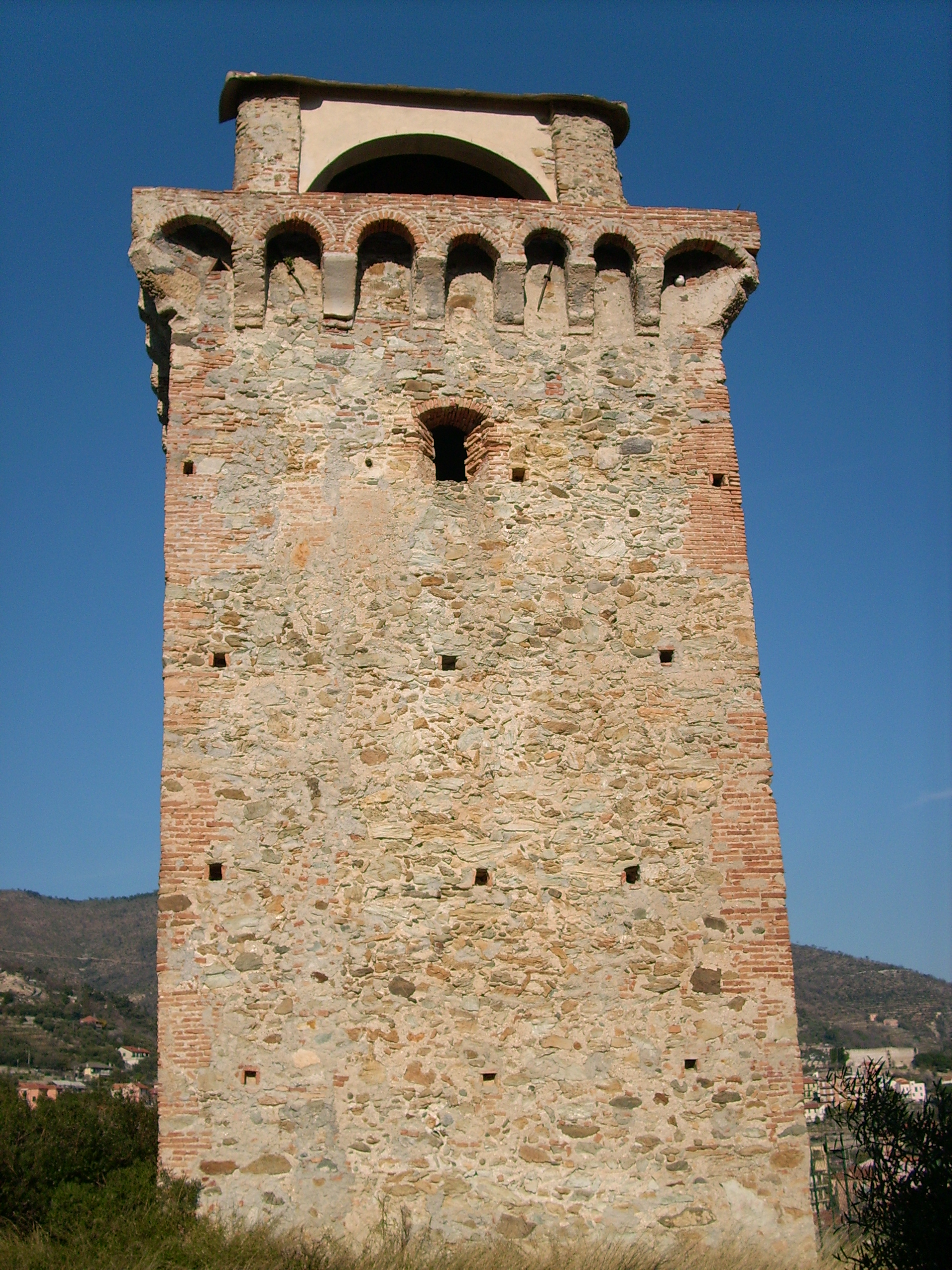
La torre Coreallo

Attestato nel XII secolo come Spelturnum e Spolturnum, il nome deriverebbe dal latino spelta con il suffisso -urnum che forma i nomi di associazioni vegetali; il significato è quello di "luogo dove si coltiva la spelta".
Nel XII secolo il borgo era sotto il dominio dei marchesi Del Carretto — nella persona del marchese Ottone Del Carretto — e passò quindi sotto il vescovo di Savona che, già nel 1180 ne possedeva il castello.
Un'alleanza militare tra i soldati di Noli, di Segno (odierna frazione di Vado Ligure) e di Genova riuscì a portare a termine un attacco al borgo vescovile di Spotorno e al suo castello, legato al Comune di Savona. Tuttavia, nonostante Spotorno venne dopo questo episodio storico assoggettato "religiosamente" alla neo istituita diocesi di Noli, il borgo marinaro rimase saldamente nelle mani del vescovo savonese tra atti e conferme imperiali.
Fu poi papa Urbano VI a vendere alla Repubblica di Genova, nel 1385, il feudo di Spotorno (e la vicina Pietra Ligure) per la somma di 60 000 fiorini. Ora sotto la dominazione genovese, il territorio venne inglobato nella podesteria di Capo di Vado assieme ai centri principali di Vado, Bergeggi e Noli. Sede di un podestà locale - soggetto al governatore genovese di Savona - nel 1582 ottenne un proprio statuto (Capitoli della Magnifica Comunità di Spotorno).
L'economia del paese si basava principalmente sul commercio marittimo - effettuato con proprie imbarcazioni dette "lembi" in grado di spingersi verso la Francia, Sardegna e Sicilia -, sulla costruzioni di navi (brigantini soprattutto) e sulla produzione di calce, di cui si conservano i resti delle antiche fornaci.

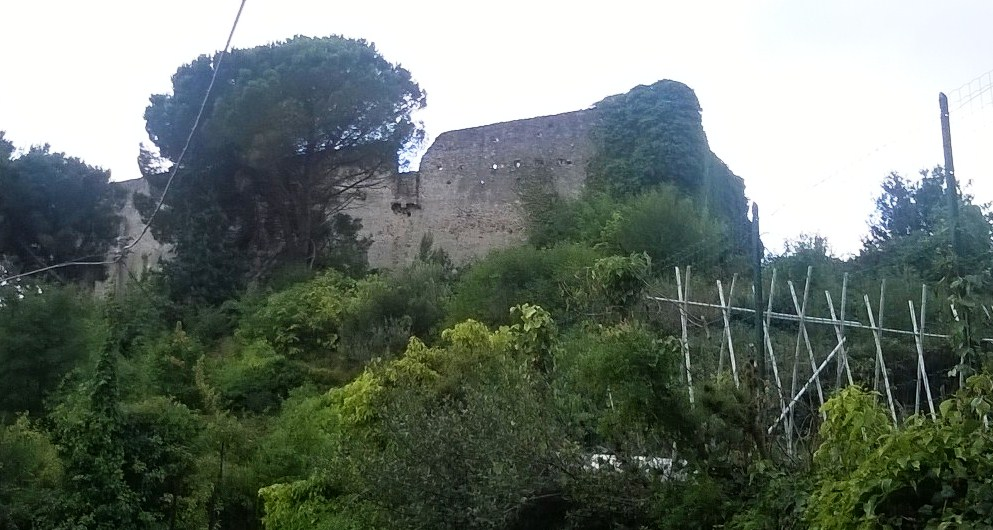
Il castello di Spotorno

Con la caduta della Repubblica di Genova (1797), sull'onda della rivoluzione francese e a seguito della prima campagna d'Italia di Napoleone Bonaparte, il territorio di Spotorno rientrò dal 2 dicembre 1797 nel Dipartimento del Letimbro, con capoluogo Savona, all'interno della Repubblica Ligure. Dal 28 aprile 1798 con i nuovi ordinamenti francesi, rientrò nel II Cantone, come capoluogo, della Giurisdizione di Colombo e dal 1803 centro principale del I Cantone di Savona nella Giurisdizione di Colombo. Annesso al Primo Impero francese, dal 13 giugno 1805 al 1814 venne inserito nel Dipartimento di Montenotte.
Nel 1815 fu inglobato nel Regno di Sardegna, così come stabilì il Congresso di Vienna del 1814, e successivamente nel Regno d'Italia dal 1861. Dal 1859 al 1927 il territorio fu compreso nel VI mandamento di Noli del circondario di Savona facente parte della provincia di Genova; nel 1927 anche il territorio comunale spotornese passò sotto la neo costituita provincia di Savona.
Nel 1872 il territorio comunale fu attraversato dalla nuova linea ferroviaria tra Genova e Nizza (ferrovia Genova-Ventimiglia) e all'inizio del XX secolo si sviluppò il turismo, con la costruzione di alberghi e stabilimenti balneari.
Dal 1973 al 31 dicembre 2008 ha fatto parte della Comunità montana Pollupice.

### Simboli
Stemma
Gonfalone

## Monumenti e luoghi d'interesse

### Architetture religiose

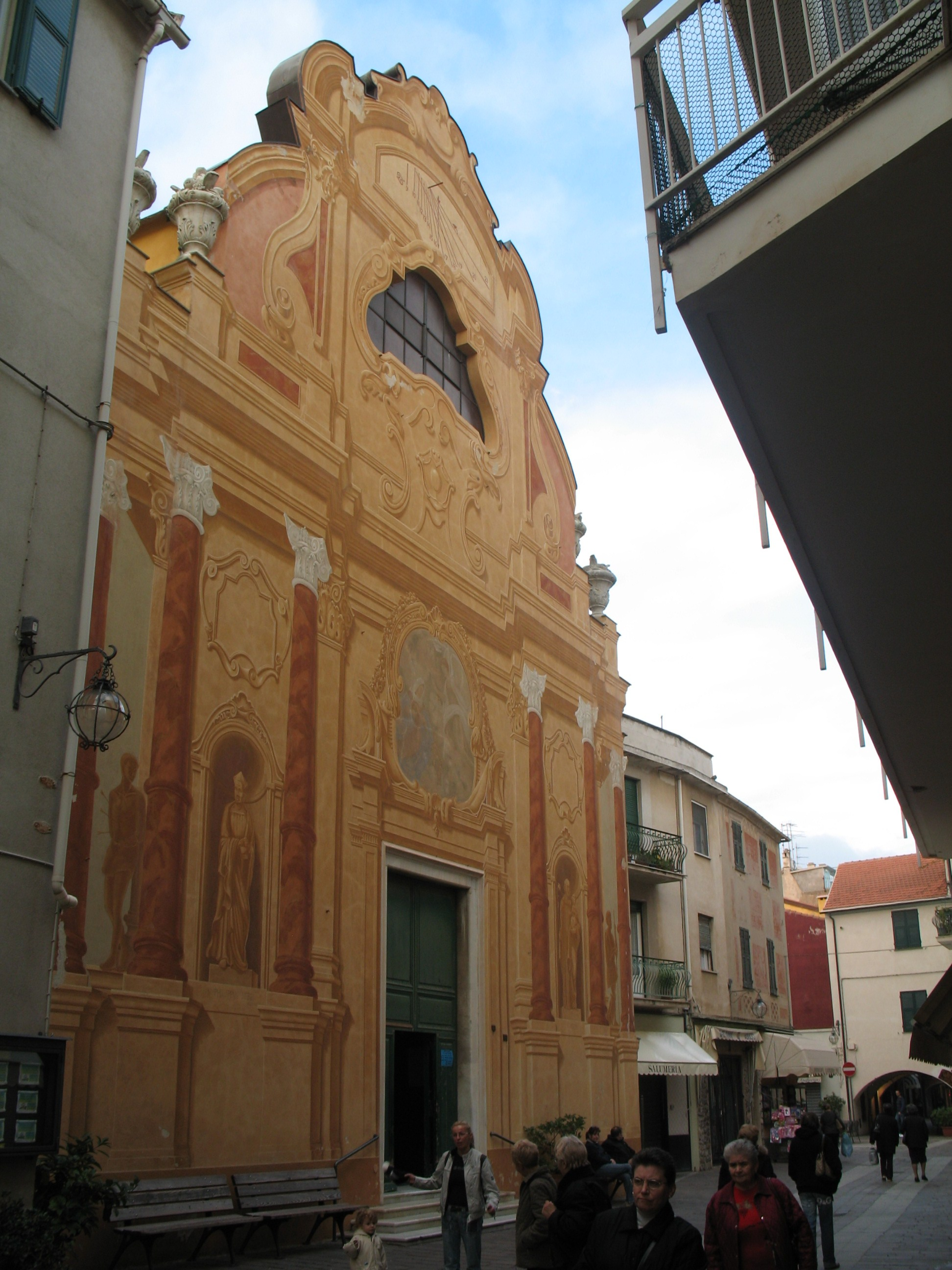
La chiesa parrocchiale della Santissima Annunziata nel centro storico spotornese

- Chiesa parrocchiale della Santissima Annunziata, nel centro storico, riconsacrata nel 1694, conserva molte opere artistiche di pregio risalenti al Seicento e al Settecento. Tra queste spicca l'organo a canne, opera di Filippo Piccaluga, datato 1772, recentemente restaurato da Graziano Interbartolo.
- Oratorio della Santissima Annunziata, sede della confraternita omonima, probabilmente della metà del XVII secolo, conserva dipinti di Giulio Benso e ancora di Domenico Piola e di Giovanni Battista Merano e moltissimi ex voto di marinai.
- Oratorio di Santa Caterina, già sede della Confraternita dei Battuti, ubicata sulla sommità del parco Monticello.

### Architetture civili
- Le meridiane ben cinque all’interno del borgo, di cui una sulla parrocchiale.

### Architetture militari
Il borgo era dotato, così come altri borghi vicini, di un buon sistema difensivo. 

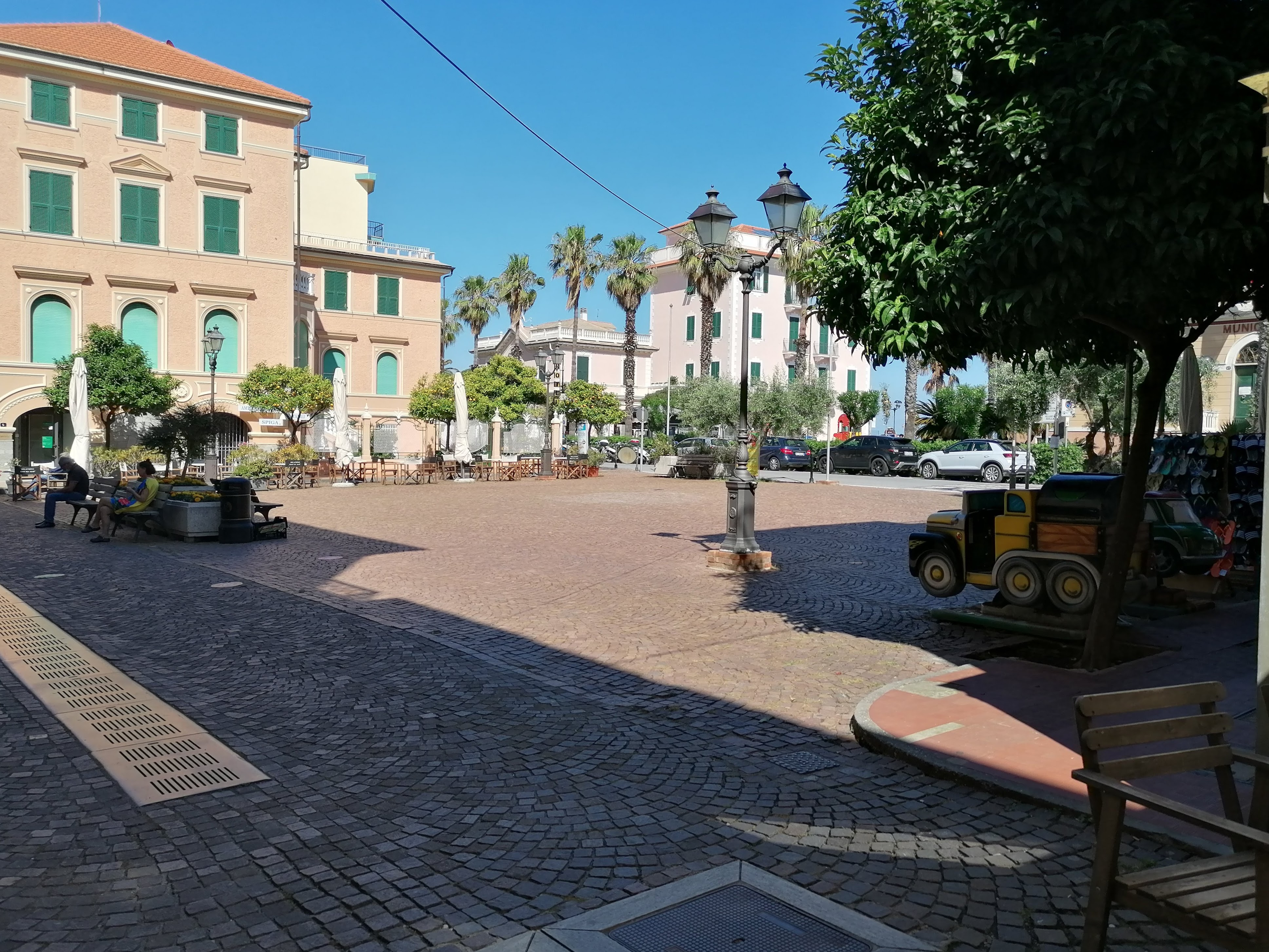
Piazza Giacomo Matteotti

- Castello di Spotorno. Si trova sulla collina che domina la cittadina. Costruito dai vescovi di Savona, nel XII secolo, fu distrutto più volte dai vicini della Repubblica di Noli. L'odierna struttura quadrangolare risalirebbe al XVI secolo.
- Alcune torri di avvistamento. Furono edificate dalla Repubblica di Genova nel corso del XVI secolo, per un maggior controllo del territorio montano e soprattutto del litorale per scongiurare le sempre più frequenti incursioni dei pirati saraceni: la torre di Sant'Antonio (a levante) e la torre di Coreallo (a ponente).

### Aree naturali
- La grotta del Mortou ("tana del morto"). Dove furono trovati reperti e terracotte di grande valore culturale.

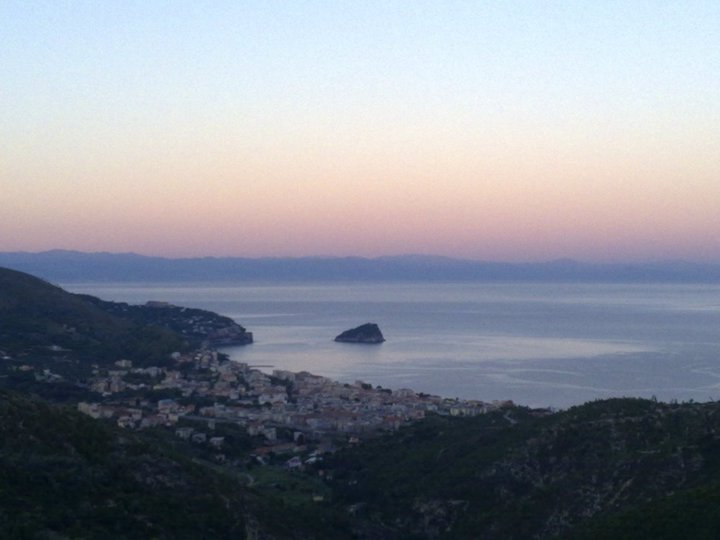
Veduta di Spotorno al tramonto

Tra i territori comunali di Spotorno, Bergeggi, Noli, Quiliano, Vado Ligure e Vezzi Portio è presente e preservato un sito di interesse comunitario, proposto dalla rete Natura 2000 della Liguria, per il suo particolare interesse naturale, faunistico e geologico. Il sito è collocato nell'area boschiva tra il monte Mao, Rocca dei Corvi e monte Mortou in cui insistono macchia mediterranea, aree erbose e coltivazioni agricole. Oltre ad alcune faggete, sugherete e lembi di calluneto (Calluna vulgaris), sono segnalate le presenze della campanula di Savona (Campanula sabatia), il convolvolo di Savona (Convolvulus sabatius) e il fiordaliso a pigna (Leuzea conifera), quest'ultimo a rischio di estinzione allo stato spontaneo. Tra le specie animali gli anfibi pelodite (Pelodytes punctatus) — molto raro — e il geotritone (Speleomantes strinatii)

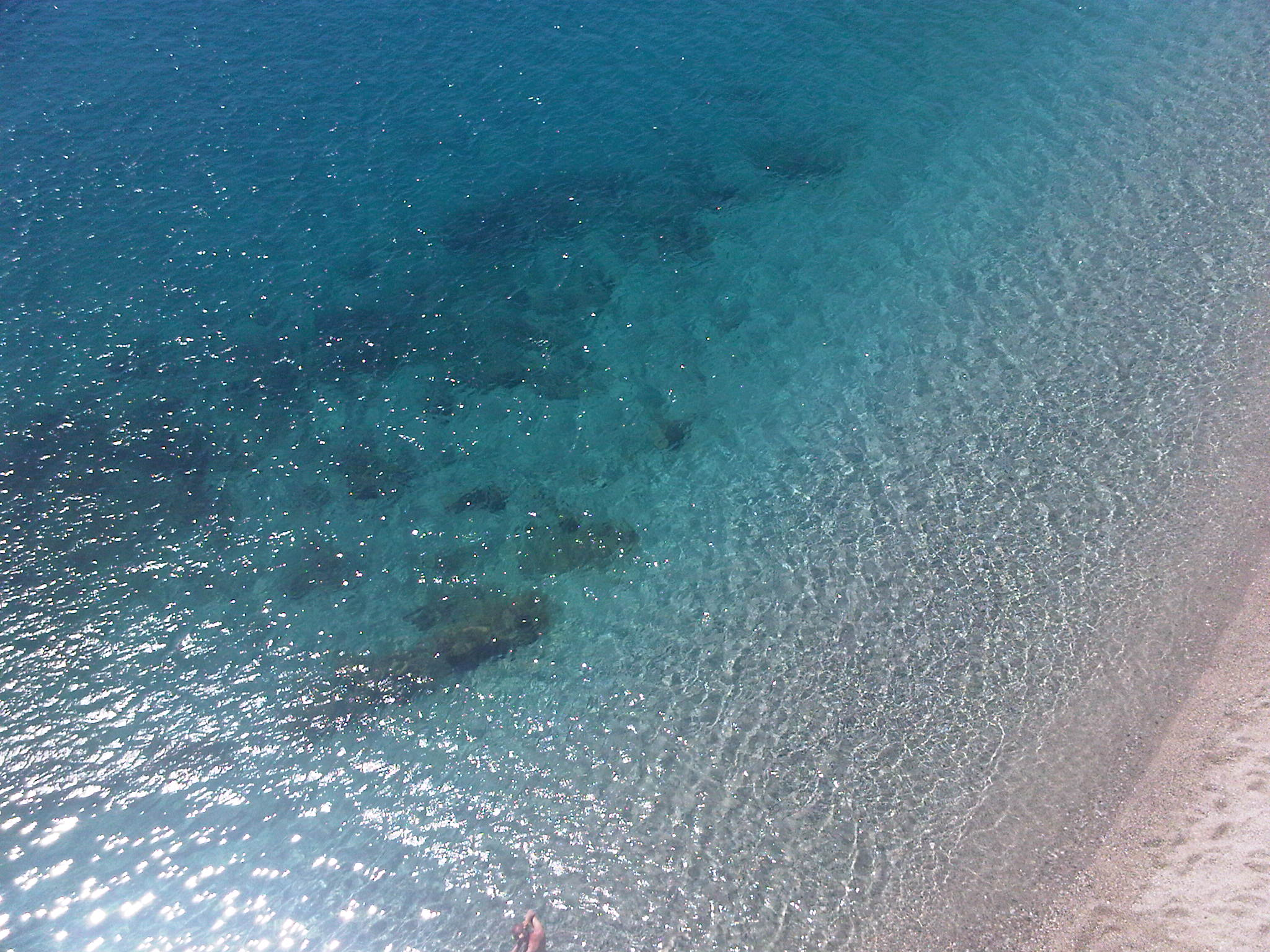
Il mare, all'ingresso est di Spotorno, dalla Statale Aurelia

## Società

### Evoluzione demografica
Abitanti censiti

### Etnie e minoranze straniere
Secondo i dati Istat al 31 dicembre 2019, i cittadini stranieri residenti a Spotorno sono 252, così suddivisi per nazionalità, elencando per le presenze più significative:
1. Albania, 64
2. Egitto, 48
3. Romania, 29
4. Marocco, 22

## Cultura

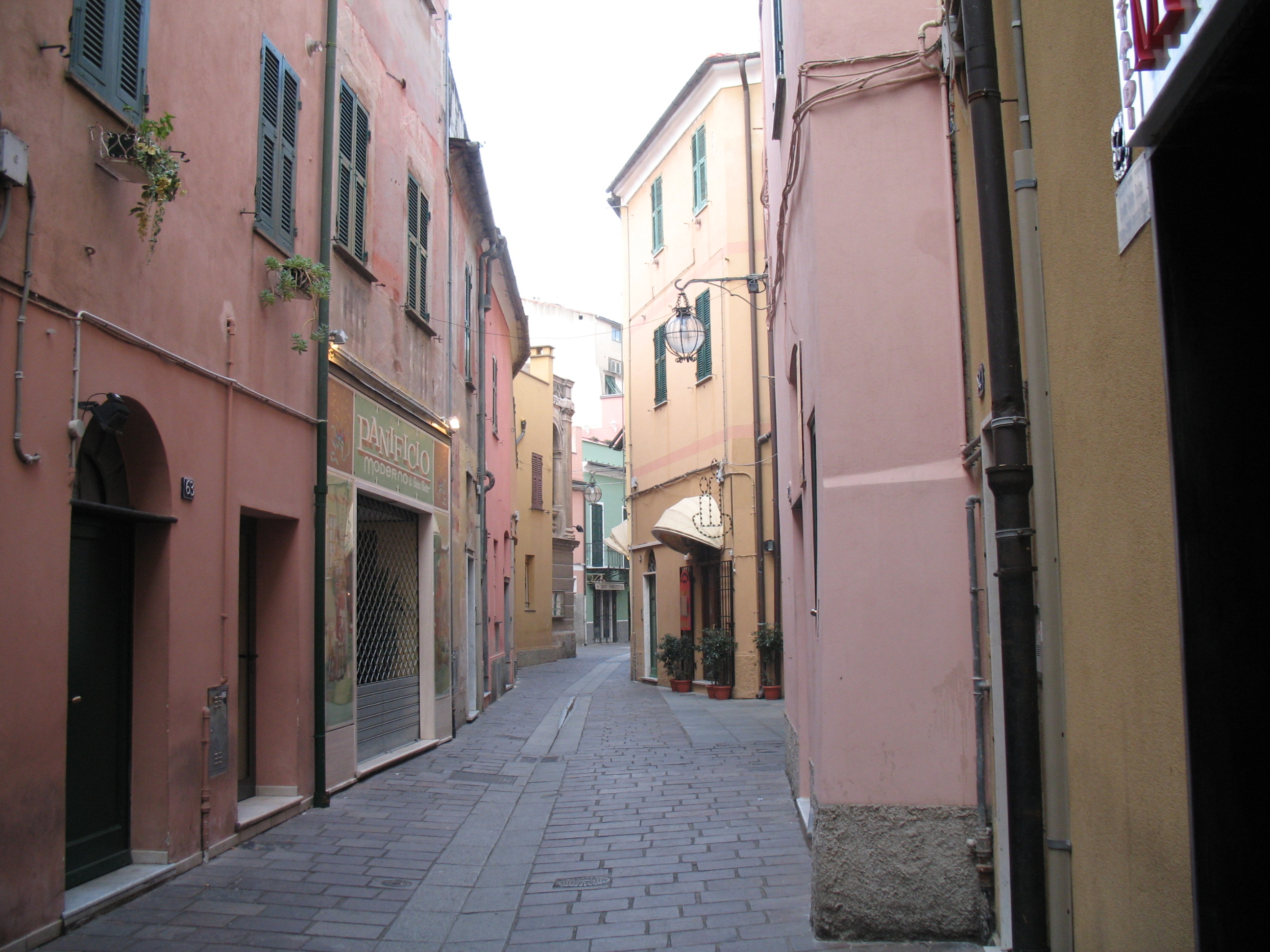
Via Garibaldi, una delle due vie principali del centro storico di Spotorno

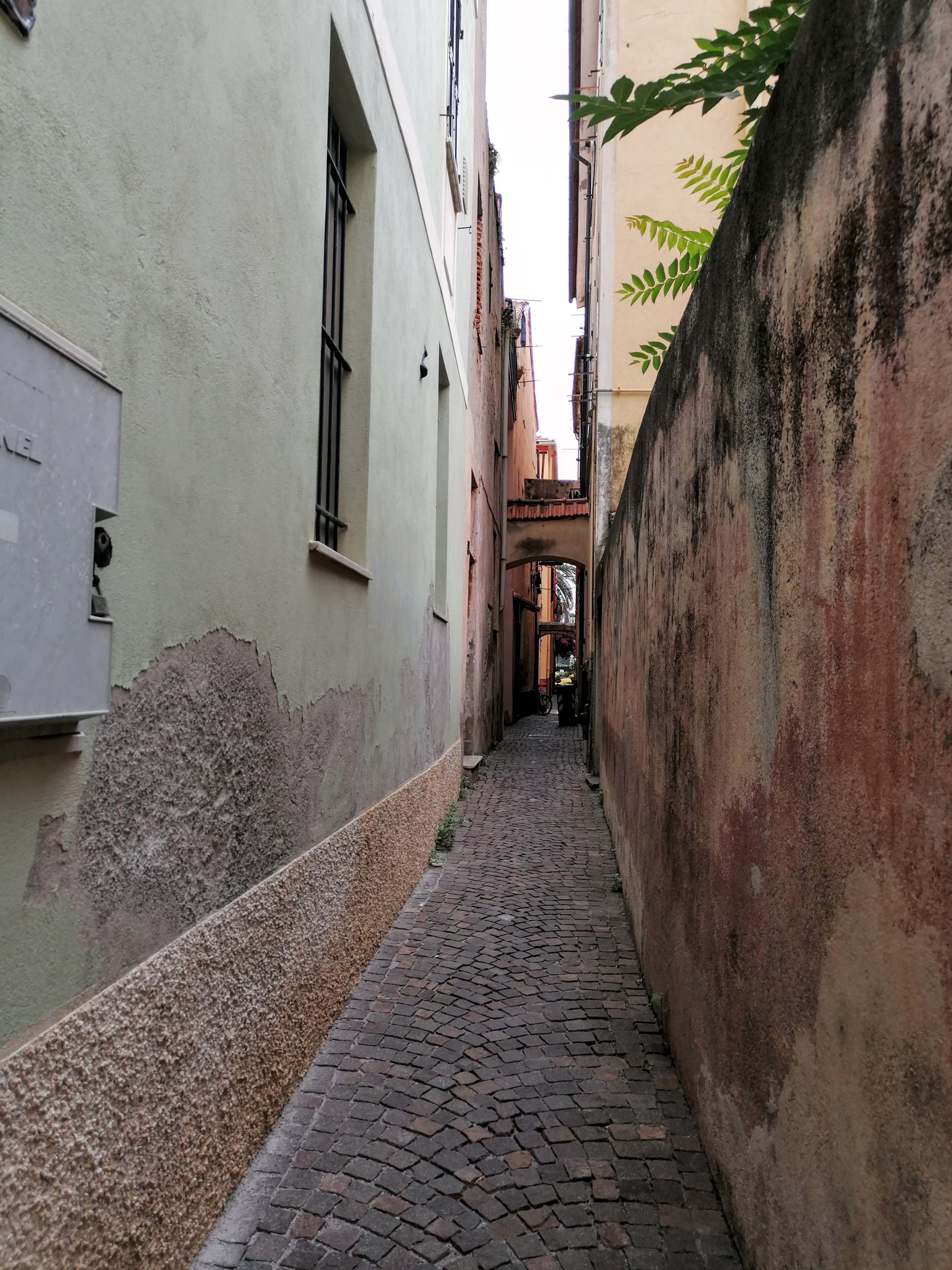
Vico Balilla, uno dei tanti vicoli del centro storico di Spotorno

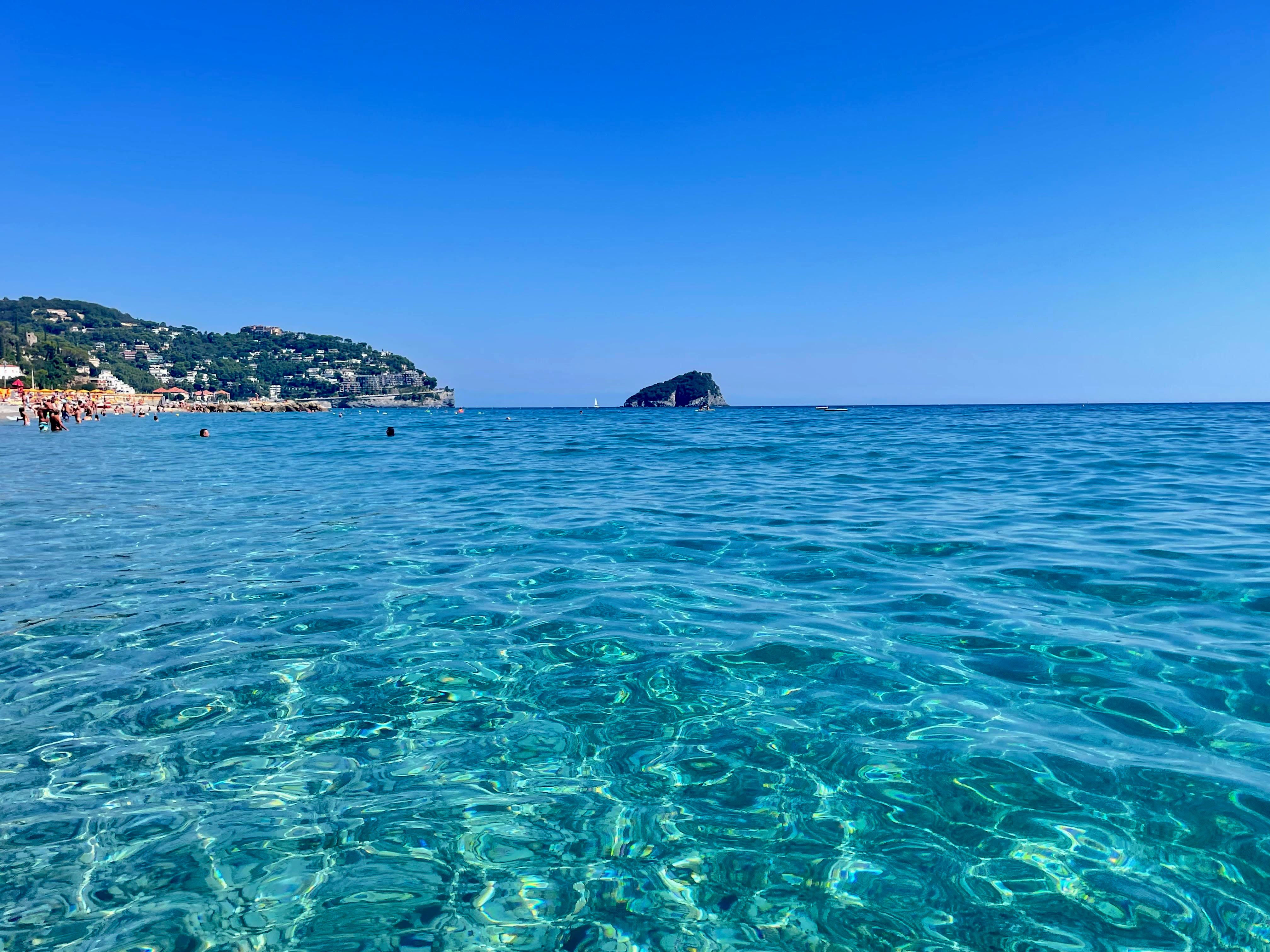
Veduta dell'isola di Bergeggi dalla spiaggia di Spotorno

Il cuore del centro storico di Spotorno ruota attorno a piazza Aonzo e all'adiacente via De Maestri lungo l'asse longitudinale tra via Mazzini e via Garibaldi. Ricco di piccoli caruggi trasversali (i tipici vicoli di Liguria) con archi e piazzette che costituiscono spazi di rara suggestione ed un esempio di architettura naturale rimasta allo stato originario.

### Istruzione

#### Musei
- Pinacoteca "Gigetto Novaro", che raccoglie dipinti e disegni dell'artista (XX secolo).

### Eventi
- Ospita ogni anno "Spotorno Comics", un concorso fumettistico a tema ideato nel 1995.

### Cinema
A Spotorno (e nella vicina Finale Ligure) sono stati girati alcuni "esterni" di una famosa pellicola, La spiaggia di Alberto Lattuada (riprese effettuate nell'estate 1953; film distribuito nel 1954). Nel film è visibile l'Hotel Palace, il ristorante-dancing Sirio e la spiaggia vera e propria con relativo panorama della vicina Isola di Bergeggi.

## Geografia antropica
Il territorio comunale è costituito solamente dal capoluogo - storicamente riconosciuto dallo statuto comunale - per una superficie territoriale di 8,02 km².
Confina a nord con i comuni di Vado Ligure e Bergeggi, a sud con Vezzi Portio e Noli, ad ovest con Vezzi Portio, ad est con il mar Ligure.

## Economia
La località è oggi un centro di villeggiatura estivo della Riviera delle Palme, ma furono nei secoli la pesca e il commercio le principali attività di sostentamento, così come l'importante attività artigianale delle botteghe del centro storico e i cantieri navali lungo il litorale spotornese con la conosciuta costruzione di brigantini.
Dal Quattrocento, anche grazie alla costruzione di numerose fornaci, fu di importanza commerciale anche la produzione di calce che rimase in attivo fino al termine della seconda guerra mondiale. Con un massimo ciclo produttivo tra il XIX e il XX secolo, alcune stime e fonti storiche di fine ottocento attestano la presenza a Spotorno di otto fornaci con una produzione annuale di 50.000 tonnellate di calce e con l'occupazione attiva di ottanta persone. L'ultima fornace presente nel territorio spotornese è stata abbattuta nel 2003.
La località ha ottenuto dalla FEE-Italia (Foundation for Environmental Education) il conferimento della bandiera blu per la qualità delle sue spiagge.

## Infrastrutture e trasporti

### Strade
Il territorio di Spotorno è attraversato principalmente dalla strada statale 1 Via Aurelia che permette il collegamento stradale con Bergeggi, a nord, e Noli a sud; un'ulteriore arteria stradale è la provinciale 8 per Vezzi Portio. Inoltre è raggiungibile anche grazie al proprio casello autostradale sull'autostrada A10.

### Ferrovie
Spotorno è dotata di una stazione ferroviaria condivisa con il comune di Noli sulla linea Genova-Ventimiglia.

## Amministrazione
| Periodo         | Periodo         | Primo cittadino     | Partito                                      | Carica         | Note   |
| --------------- | --------------- | ------------------- | -------------------------------------------- | -------------- | ------ |
| 1935            | 1939            | Tommaso Berlingeri  | Partito Nazionale Fascista                   | Podestà        |        |
| 1939            | 1940            | Giuseppe Rosso      | Partito Nazionale Fascista                   | Podestà        |        |
| 1940            | 1941            | Tommaso Berlingeri  |                                              | Comm. pref.    |        |
| 1941            | 1942            | Enrico Ramalli      |                                              | Comm. pref.    |        |
| 1942            | 1943            | Luigi Pozzo         |                                              | Comm. pref.    |        |
| 1943            | 1944            | Achille Berlingeri  |                                              | Comm. pref.    |        |
| 1944            |                 | Pietro Gamallero    |                                              | Comm. pref.    |        |
| 1944            |                 | Giuseppe Beiso      |                                              | Comm. pref.    |        |
| 1944            | 1945            | Antonio Rossello    |                                              | Comm. pref.    |        |
| 1945            |                 | Arturo Villata      |                                              | Comm. pref.    |        |
| 1945            |                 | Carlo Stognone      |                                              | Sindaco        |        |
| 1945            | 1946            | Angelo Gatto        |                                              | Sindaco        |        |
| 1946            | 1951            | Antonio Berlingeri  |                                              | Sindaco        |        |
| 1951            | 1956            | Ernesto Scatti      | Partito Comunista Italiano                   | Sindaco        |        |
| 1956            | 1964            | Francesco Brugna    | Democrazia Cristiana                         | Sindaco        |        |
| 1964            | 1970            | Domenico Abrate     | Democrazia Cristiana                         | Sindaco        |        |
| 1970            | 1971            | Pasquale Borra      | Partito Comunista Italiano                   | Sindaco        |        |
| 1972            | 1977            | Piero Bertolotti    | Partito Comunista Italiano                   | Sindaco        |        |
| 1977            | 1983            | Carlo Centi         | Partito Comunista Italiano                   | Sindaco        |        |
| 1983            | 1985            | Antonio Murialdo    | Partito Comunista Italiano                   | Sindaco        |        |
| 1985            | 28 gennaio 1988 | Margherita Robatto  | Democrazia Cristiana                         | Sindaco        |        |
| 28 gennaio 1988 | 21 maggio 1990  | Gian Paolo Calvi    | Democrazia Cristiana                         | Sindaco        |        |
| 21 maggio 1990  | 24 aprile 1995  | Matteo Ravera       | Indipendente                                 | Sindaco        |        |
| 24 aprile 1995  | 14 giugno 1999  | Matteo Ravera       | Indipendente                                 | Sindaco        |        |
| 14 giugno 1999  | 14 giugno 2004  | Giancarlo Zunino    | lista civica                                 | Sindaco        |        |
| 14 giugno 2004  | 8 giugno 2009   | Bruno Marengo       | lista civica                                 | Sindaco        |        |
| 8 giugno 2009   | 14 gennaio 2011 | Giuseppe Volpera    | Spotorno può (lista civica di centro-destra) | Sindaco        | [ 15 ] |
| 14 gennaio 2011 | 16 maggio 2011  | Marco Di Giovanni   |                                              | Comm. straord. | [ 16 ] |
| 16 maggio 2011  | 9 dicembre 2015 | Gian Paolo Calvi    | Spal Turno (lista civica di centro-sinistra) | Sindaco        | [ 17 ] |
| 9 dicembre 2015 | 5 giugno 2016   | Andrea Santonastaso |                                              | Comm. straord. | [ 18 ] |
| 23 giugno 2016  | 4 ottobre 2021  | Mattia Fiorini      | Progetto Spotorno (lista civica)             | Sindaco        |        |
| 4 ottobre 2021  | in carica       | Mattia Fiorini      | Progetto Spotorno (lista civica)             | Sindaco        |        |

### Gemellaggi
Spotorno è gemellata con:
- Saarbrücken, dal 1958
- Bad Dürrheim
- Høje-Taastrup

## Sport

### Calcio
- A.S.D. Spotornese Calcio, militante nel campionato di Prima Categoria.